# Ascendent
Ascendentul este un termen din astrologie care reprezintă constelația zodiacală aflată la răsărit în momentul nașterii unei persoane. Conform teoriilor astrologice ascendentul definește în special personalitatea în cea de a doua parte a vieții cuiva, în timp ce zodia (constelația în care se afla soarele în momentul nașterii) conturează personalitatea în prima parte a vieții.

## Calcularea ascendentului
Ascendentul se calculează în funcție de următoarele elemente:
- ora nașterii (GMT)
- timpul sideral
- coordonatele (latitudinea si longitudinea) locului de naștere

Procedeu:
1. Se citește din tabelele de efemeride timpul sideral aferent datei nașterii.
2. Diferența dintre timpul sideral a două zile consecutive este de aproximativ 4 minute. Cu ajutorul regulii de 3 simplă se ajustează timpul sideral în funcție de ora nașterii cu 0 până la 4 minute. Acesta este timpul sideral corectat.
3. Apoi trebuie convertită longitudinea în timp după formula 15 grade = 1 oră. Orașul București de exemplu are longitudinea 26°6’. Longitudinea locului nașterii se înmulțește cu 4 și se obțin minutele de corecție în funcție de aceasta.
4. Pentru a afla timpul sideral final se adună ceeace s-a obținut la punctele anterioare: ora GMT, timpul sideral corectat și corecția corespunzătoare longitudinii.
5. In tabelul caselor cerului, la latitudinea corespunzatoare locului nașterii, se caută timpul sideral final, obținut anterior, și se află locul în care se află cuspidele caselor cerului. Cuspida casei 1 reprezintă ascendentul, cea a casei 7 reprezintă descendentul, casa 4 reprezintă fundul cerului iar 10 - mijlocul cerului.